# Interbus
Interbus o a veces también llamado Grupo Interbus, cuyo nombre legal es actualmente Interurbana de Autobuses, S. A., es una empresa española dedicada al transporte de viajeros por carretera. Fue fundada en el año 1972 en Madrid.
A fecha de 2023, Interbus transportó a más de 50 millones de viajeros.

## Historia

### Primeros años
Los hermanos Santiago e Isidro Aguado García fundaron la empresa González Cristóbal en el año 1972 y comenzaron a operar la concesión Madrid - San Sebastián de los Reyes. Dos años más tarde, en abril de 1974 compraron la empresa Damas S.A. que operaba servicios en Huelva y Sevilla.

### Años 80 y 90
El 16 de mayo de 1985 se aprueba la ley para la creación del Consorcio Regional de Transportes Públicos Regulares de Madrid, el 16 de diciembre de 1985 se celebra la primera reunión del Consejo de Administración del que será el CRTM. Durante el año 1986 se abre la sede del consorcio y se adhieren a él los distintos modos y empresas de transportes de la Comunidad de Madrid. Es en este momento en el que tras los crecimientos urbanísticos de Alcobendas y San Sebastián de los Reyes el CRTM impulsa la unificación de las líneas de ambos municipios.
González Cristóbal compra la concesión Madrid - Alcobendas a la empresa Casado Arroyo, quedándose esta con la concesión Barajas - Tres Cantos y cambiando de nombre a su vez por Empresa Montes. González Cristóbal se renombra dando lugar a la actual empresa Interbus tras la unificación de las concesiones Madrid - Alcobendas y Madrid - San Sebastián de los Reyes por parte del CRTM.
Compraron también la antigua concesión estatal de largo recorrido VAC-066 Badajoz - Sevilla a través de Damas, y la mantuvieron en propiedad hasta el año 2018 que fue renovada en la VAC-241 y adjudicada a la empresa Basebus.
A finales de los años 80 amplía sus servicios a la Región de Murcia fusionando las empresas Cutillas Jiménez, Ríos Pastor y Giménez García Hermanos y dando lugar a Lycar S.A..
Adquirieron la empresa Bernal Car S.A. en el año 1992, propietaria de la concesión entre Madrid y Algete, y fue completamente absorbida en el año 2005. Tras esto, las tres concesiones del CRTM entre Madrid y Alcobendas, San Sebastián de los Reyes y Algete fueron unificadas en la actual VCM-101 Madrid - Alcobendas - Algete - Tamajón.
El 15 de febrero de 1990 compraron la concesión estatal de largo recorrido VAC-001 El Ferrol - Algeciras a través de Dainco, como acuerdo de fusión entre Damas e Interurbana de Autocares (propiedad de Continental Auto, actualmente ALSA). Mantuvieron la concesión en propiedad hasta el año 2010 en que fue renovada en la VAC-206 Ferrol - Algeciras y adjudicada totalmente a la empresa Intercar (Interurbana de Autocares, actualmente ALSA).
En el año 1995 compraron también la concesión estatal de largo recorrido VAC-098 Madrid - Málaga - Algeciras a través de Daibus, la fusión entre Damas e Interbus, hasta que fue renovada en el año 2018 en la actual VAC-232, sin cambio de nombre ni de titularidad.

### Actualidad
En la década de los 2000 y 2010 el grupo continuó su expansión. Fueron accionistas del Intercambiador de Plaza de Castilla, junto con Continental Auto (actualmente ALSA), Herederos de J. Colmenarejo (empresa que fue comprada posteriormente) entre otras. El intercambiador comenzó sus obras el 17 de agosto de 2005, tras la aprobación de obras el 7 de abril de 2004, y fue inaugurado el 7 de febrero de 2008, incorporándose progresivamente las líneas interurbanas hasta el 23 de junio de 2008, que acaba el traslado de líneas al intercambiador subterráneo y comienza la reforma de la antigua terminal de superficie.
El 1 de enero de 2015 compraron la totalidad de la empresa Herederos de J. Colmenarejo, propietarios de la concesión VCM-702 Madrid - Colmenar Viejo - El Boalo - Bustarviejo.
En 2016 son adjudicados la concesión estatal de largo recorrido VAC-231 Madrid - Piedrabuena (Ciudad Real) - Agudo (Ciudad Real)
En abril de 2018, compraron la totalidad de la empresa El Gato S.L., propietarios de la concesión VCM-504 Madrid - Cenicientos.
Operan servicios de transporte urbano en El Casar, Fuengirola, Murcia. A partir de enero de 2021, Interbus se hace con la compañía alavesa con sede en Vitoria Arriaga Hermanos (conocida como Arriaga Grupo), pasando a gestionar las líneas  de la adquirida compañía en la red ÁlavaBus (un total de 7); posteriormente en Navarra donde gestiona desde marzo de 2022 las líneas de Tierra Media de NBUS y desde marzo de 2023 la concesión de la operadora interurbana navarra entre Pamplona, Tudela y Zaragoza. Interbus opera además servicios discrecionales en las provincias de Álava y Vizcaya, donde operaba Arriaga Hermanos; así como se encarga de gestionar los servicios de transporte de los equipos vitorianos de Álava, Deportivo Alavés y Baskonia.
El 6 de noviembre de 2024 son adjudicados la concesión estatal de largo recorrido VAC-261 Ayamonte (Huelva) - Santa Coloma de Gramanet (Barcelona). La adjudicación se hace a través de Damas Transversal S.L., una UTE entre Damas S.A. y Damas Extremadura S.A., filiales del Grupo Interbus. Ganó la adjudicación a la empresa Hispano de la Fuente en Segures (HIFE), por un periodo de 7 años y tomando el relevo de la concesión VAC-217 operada por el Grupo Avanza que la abandonó.

## Actividad

### Concesiones estatales (VAC)
Las concesiones que otorga el Ministerio de Transportes reciben la nomenclatura VAC indicando Viajeros Administración Central. Las concesiones estatales que actualmente opera Interbus prestan servicio a Madrid, Ciudad Real, Badajoz, Málaga, Huelva, Cáceres, Zaragoza y Barcelona.
| Concesión | Recorrido                                                | Filial                 | Observaciones |
| VAC-001   | Ferrol - Algeciras                                       | Dainco S.A.            | UTE entre Damas S.A. (Grupo Interbus), Interurbana de Autocares S.A. (Grupo ALSA) y Transportes Generales Comes S.A.. Renovada en VAC-206 el 4 de diciembre de 2008.                                          |
| VAC-066   | Badajoz - Sevilla con hijuelas                           | Damas S.A.             | Renovada en VAC-241 en 2018 y adjudicada a Badajoz Sevilla Bus S.L (Basebus). |
| VAC-072   | Jaén - Benidorm (Alicante)                               |                        | Renovada en VAC-239. |
| VAC-098   | Madrid - Málaga - Algeciras (Cádiz)                      | Daibus S.L.            | UTE entre Damas S.A. e Interurbana de Autobuses S.A.. Daibus S.L. fue absorbida por Interurbana de Autobuses S.A. el 3 de febrero de 2011. Renovada en VAC-232 en 2017.                                       |
| VAC-109   | Almería - Cartagena                                      |                        | Renovada en VAC-228 en 2013 y adjudicada a Bus Almería Madrid S.L. (Bus BAM) |
| VAC-206   | Ferrol - Algeciras                                       | Dainco S.A.            | Renovada de VAC-206 el 4 de diciembre de 2008. El 9 de agosto de 2017 Damas S.A. deja de formar parte de la UTE y el 7 de enero de 2021 el resto es absorbida por Interurbana de Autocares S.A. (Grupo ALSA). |
| VAC-231   | Madrid - Piedrabuena (Ciudad Real) - Agudo (Ciudad Real) |                        | |
| VAC-232   | Madrid - Málaga - Algeciras (Cádiz)                      |                        | |
| VAC-236   | Badajoz - Murcia                                         |                        | Renovada desde VAC-137 adjudicada a Vigo Barcelona S.A. (VIBASA, Grupo Monbus) |
| VAC-239   | Jaén - Benidorm (Alicante)                               |                        | Renovada desde VAC-072 |
| VAC-261   | Ayamonte (Huelva) - Santa Coloma de Gramanet (Barcelona) | Damas Transversal S.L. | Renovada desde VAC-217 adjudicada a Avanza. UTE entre Damas S.A. y Damas Extremadura S.L.. Inaugurada el 13 de noviembre de 2024.                                                                             |

### Concesiones en Madrid (VCM)
Las concesiones que otorga el Consorcio Regional de Transportes de Madrid reciben la nomenclatura VCM indicando Viajeros Comunidad de Madrid. La empresa opera actualmente 3 concesiones, que reúnen líneas interurbanas y líneas urbanas, centrándose en municipios situados en torno a la A-1, M-607 y M-507.

#### VCM-101
Concesión principal de la empresa, consta de las líneas que circulan por Alcobendas tras la compra de la concesión a la Empresa Casado Arroyo en los años 80, las líneas que circulan por San Sebastián de los Reyes de la antigua empresa González Cristóbal y las líneas que circulan por Algete tras la compra en los años 90 de la empresa Bernal Car S.A.
| Línea | Recorrido                                                                                  | Observaciones                                    |
| ----- | ------------------------------------------------------------------------------------------ | ------------------------------------------------ |
| 151   | Madrid (Plaza de Castilla) - Alcobendas                                                    |                                                  |
| 152A  | Madrid (Chamartín) - San Sebastián de los Reyes, por Fuencarral                            | Suprimida el 1 de mayo de 2012                   |
| 152B  | Madrid (Pinar de Chamartín) - San Sebastián de los Reyes                                   | Suprimida el 21 de septiembre de 2012            |
| 152C  | Madrid (Plaza de Castilla) - San Sebastián de los Reyes (Dehesa Vieja)                     |                                                  |
| 153   | Madrid (Plaza de Castilla) - Alcobendas - Rosa Luxemburgo                                  |                                                  |
| 153B  | Madrid (Pinar de Chamartín) - Alcobendas - Rosa de Luxemburgo                              | Suprimida el 21 de septiembre de 2012            |
| 154   | Madrid (Chamartín) - San Sebastián de los Reyes Circular (por Fuencarral)                  | Creada el 1 de mayo de 2012                      |
| 154A  | Madrid (Chamartín) - San Sebastián de los Reyes - Rosa de Luxemburgo, por Fuencarral       | Suprimida el 1 de mayo de 2012                   |
| 154C  | Madrid (Plaza de Castilla) - San Sebastián de los Reyes (Avenida de los Quiñones)          |                                                  |
| 155   | Madrid (Plaza de Castilla) - El Soto de la Moraleja                                        |                                                  |
| 155B  | Madrid (Plaza de Castilla) - El Encinar de los Reyes                                       |                                                  |
| 156   | Madrid (Plaza de Castilla) - San Sebastián de los Reyes (Polígono Industrial Moscatelares) |                                                  |
| 157   | Madrid (Plaza de Castilla) - Alcobendas (Paseo de la Chopera)                              |                                                  |
| 157C  | Madrid (Plaza de Castilla) - Alcobendas (Valdelasfuentes)                                  |                                                  |
| 158   | Madrid (Pinar de Chamartín) - San Sebastián de los Reyes (Tempranales)                     | Creada el 21 de septiembre de 2012               |
| 159   | Madrid (Plaza de Castilla) - Alcobendas (Arroyo de la Vega - El Juncal) (Circular)         | Prolongación a El Juncal el 3 de febrero de 2025 |
| 161   | Madrid (Plaza de Castilla) - Urbanización Fuente del Fresno                                |                                                  |
| 166   | San Sebastián de los Reyes - Urbanización Valdelagua                                       | Hasta el 1 de enero de 2013 llegaba a Madrid     |
| 180   | Alcobendas - Algete                                                                        |                                                  |
| 180A  | Prado Norte - Monte Tesoro                                                                 | Suprimida el 1 de enero de 2016                  |
| 181   | Madrid (Plaza de Castilla) - Algete                                                        |                                                  |
| 182   | Madrid (Plaza de Castilla) - Algete - Valdeolmos                                           |                                                  |
| 183   | Madrid (Plaza de Castilla) - Cobeña - Algete                                               |                                                  |
| 184   | Madrid (Plaza de Castilla) - El Casar                                                      |                                                  |
| 185   | Madrid (Plaza de Castilla) - Cobeña - Nuevo Algete                                         |                                                  |
| 263   | Madrid (Barajas) - Cobeña - Algete                                                         | Única línea del corredor 2                       |
| N101  | Madrid (Plaza de Castilla) - Alcobendas - Madrid (Plaza de Castilla)                       |                                                  |
| N102  | Madrid (Plaza de Castilla) - San Sebastián de los Reyes - Madrid (Plaza de Castilla)       |                                                  |
| N103  | Madrid (Plaza de Castilla) - Algete - Madrid (Plaza de Castilla)                           |                                                  |
| i1    | Ruta institutos                                                                            | Uso exclusivo alumnos Algete                     |
| 4     | Polideportivo - Moscatelares                                                               | Urbanos S.S. Reyes                               |
| 5     | San Sebastián de los Reyes - Alcobendas - El Soto de La Moraleja                           | Urbanos Alcobendas                               |
| 6     | FF.CC. Valdelasfuentes - Polígono Industrial La Granja (Circular)                          | Urbanos Alcobendas                               |
| 7     | FF.CC. Alcobendas - Polígonos Industriales (Circular)                                      | Urbanos S.S. Reyes                               |
| 9     | FF.CC. Alcobendas - Arroyo de la Vega                                                      | Urbanos Alcobendas                               |
| 10    | Valdelasfuentes - Arroyo de la Vega (Circular)                                             | Urbanos Alcobendas, sentido antihorario          |
| 11    | Valdelasfuentes - Arroyo de la Vega (Circular)                                             | Urbanos Alcobendas, sentido horario              |

#### VCM-504
Concesión operada por la filial de Interbus, llamada El Gato y adquirida en abril de 2018.
| Línea | Recorrido                                                        |
| ----- | ---------------------------------------------------------------- |
| 541   | Madrid (Príncipe Pío) - Villamanta - La Torre de Esteban Hambrán |
| 545   | Madrid (Príncipe Pío) - Cenicientos                              |
| 546   | Madrid (Príncipe Pío) - Rozas del Puerto Real - Casillas         |
| 547   | Madrid (Príncipe Pío) - Villa del Prado - Almorox                |
| 548   | Madrid (Príncipe Pío) - Aldea del Fresno - Calalberche           |

#### VCM-702
Concesión operada por la filial de Interbus, llamada Herederos de J. Colmenarejo y adquirida el 1 de enero de 2015.
| Línea | Recorrido                                                                       | Observaciones                                                                                       |
| ----- | ------------------------------------------------------------------------------- | --------------------------------------------------------------------------------------------------- |
| 720   | FF.CC. Colmenar Viejo - Collado Villalba                                        | |
| SE720 | FF.CC. Colmenar Viejo - Soto del Real - Manzanares el Real                      | Supresión el 18 de noviembre de 2024 absorbida por la 728                                           |
| 721   | Madrid (Plaza de Castilla) - Colmenar Viejo                                     | |
| 722   | Madrid (Plaza de Castilla) - Colmenar Viejo (Navallar)                          | |
| 723   | Colmenar Viejo - Tres Cantos                                                    | |
| 724   | Madrid (Plaza de Castilla) - Manzanares el Real - El Boalo (Circular)           | |
| 725   | Madrid (Plaza de Castilla) - Miraflores de la Sierra - Bustarviejo - Valdemanco | |
| 726   | Madrid (Plaza de Castilla) - Guadalix de la Sierra - Navalafuente               | |
| 727   | Colmenar Viejo - San Agustín del Guadalix                                       | |
| 728   | FF.CC. Colmenar Viejo - Soto del Real - Manzanares el Real                      | Inauguración el 18 de noviembre de 2024 absorbiendo la SE720                                        |
| N702  | Madrid (Plaza de Castilla) - Colmenar Viejo - Madrid (Plaza de Castilla)        | |
| 1     | Estación FF.CC. - Las Adelfillas                                                | Creadas el 18 de marzo de 2019, tras la renovación de la red de autobuses urbanos de Colmenar Viejo |
| 2     | Estación FF.CC. - Avenida Remedios                                              | Creadas el 18 de marzo de 2019, tras la renovación de la red de autobuses urbanos de Colmenar Viejo |

### Concesiones en Murcia (MUR)
Las concesiones que otorga la Región de Murcia reciben la nomenclatura MUR ó RMU. La empresa opera actualmente numerosas concesiones, principalmente líneas interurbanas.

#### RMU-003
La concesión RMU-003 se enmarca dentro del sistema de líneas interurbanas Movibus, creado por la Consejería de Fomento e Infraestructuras el 3 de diciembre de 2021, como parte de la renovación de la red de líneas regionales. Se encuentra en tramitación la implantación del resto de nuevas concesiones.
| Línea | Recorrido                                                                       | Recorrido                                                                       | Recorrido                                                                       |
| ----- | ------------------------------------------------------------------------------- | ------------------------------------------------------------------------------- | ------------------------------------------------------------------------------- |
| 31    | Ceutí                                                                           | Lorquí Alguazas                                                                 | Molina de Segura - Campus de Espinardo - Murcia                                 |
| 32A   | Molina de Segura - Murcia                                                       | Molina de Segura - Murcia                                                       | Molina de Segura - Murcia                                                       |
| 32B   | Molina de Segura - centros comerciales - Murcia - El Palmar                     | Molina de Segura - centros comerciales - Murcia - El Palmar                     | Molina de Segura - centros comerciales - Murcia - El Palmar                     |
| 33    | Molina de Segura - Campus de Espinardo - UCAM                                   | Molina de Segura - Campus de Espinardo - UCAM                                   | Molina de Segura - Campus de Espinardo - UCAM                                   |
| 34    | Las Torres de Cotillas - Murcia                                                 | Las Torres de Cotillas - Murcia                                                 | Las Torres de Cotillas - Murcia                                                 |
| 35    | Altorreal - Murcia                                                              | Altorreal - Murcia                                                              | Altorreal - Murcia                                                              |
| 36    | Archena - La Algaida - Lorquí - Molina de Segura - Campus de Espinardo - Murcia | Archena - La Algaida - Lorquí - Molina de Segura - Campus de Espinardo - Murcia | Archena - La Algaida - Lorquí - Molina de Segura - Campus de Espinardo - Murcia |
| 37    | La Alcayna - Murcia                                                             | La Alcayna - Murcia                                                             | La Alcayna - Murcia                                                             |
| 38    | Ribera de Molina - Torrealta - Murcia                                           | Ribera de Molina - Torrealta - Murcia                                           | Ribera de Molina - Torrealta - Murcia                                           |

#### Otras líneas
| Línea     | Recorrido                                                   |
| --------- | ----------------------------------------------------------- |
| MUR-025-1 | Caravaca de la Cruz - Murcia                                |
| MUR-025-2 | Caravaca de la Cruz - Calasparra                            |
| MUR-025-3 | Mula - Molina de Segura - Murcia                            |
| MUR-025-4 | Mula - Pliego                                               |
| MUR-025-5 | Mula - Fuente Librilla - Barqueros - Murcia (a demanda)     |
| MUR-026-1 | Águilas - Lorca - Murcia                                    |
| MUR-026-2 | Bolnuevo - Puerto de Mazarrón - Mazarrón - Murcia           |
| MUR-026-3 | Lorca - Puerto Lumbreras                                    |
| MUR-026-4 | Lorca - Pulpí - Guazamara                                   |
| MUR-026-5 | Lorca - María                                               |
| MUR-043-1 | Lorca - Murcia                                              |
| MUR-043-2 | Alhama de Murcia - Hospital Virgen de la Arrixaca           |
| MUR-049   | Murcia - Abanilla                                           |
| MUR-055   | Murcia - Torre-Pacheco - Los Alcázares - Los Narejos        |
| MUR-068   | Murcia - Fortuna - Barinas                                  |
| MUR-083-1 | Cartagena - Murcia                                          |
| MUR-083-1 | Murcia - Aeropuerto Internacional de la Región de Murcia    |
| MUR-083-1 | Cartagena - Aeropuerto Internacional de la Región de Murcia |
| MUR-083-2 | Murcia - La Manga del Mar Menor                             |
| MUR-084   | Murcia - Jumilla - Yecla                                    |
| MUR-085-1 | Murcia - Abarán - Cieza                                     |
| MUR-085-2 | Moratalla - Calasparra - Cieza - Murcia                     |
| MUR-085-3 | Caravaca de la Cruz - Moratalla                             |
| MUR-092-1 | Murcia - Valle de Ricote                                    |
| MUR-092-2 | Murcia - San Javier - Campoamor                             |
| MUR-092-3 | Murcia - Fuente Álamo                                       |

### Concesiones en Navarra (NAV)
Concesienes operadas por la filial de Interbus, llamada Inter-Arriaga, creada de la fusión de Interurbana de Autobuses y Hermanos Arriaga y circulan bajo la marca NBus.

#### NAV-002
| Línea | Recorrido                          |
| ----- | ---------------------------------- |
| 320   | Pamplona - Tafalla (por autopista) |
| 321   | Pamplona - Tafalla - Olite         |
| 322   | Pamplona - Tafalla (por carretera) |
| 323   | Tafalla - Marcilla                 |
| 324   | Tafalla - Figarol                  |
| 325   | Tafalla - Rada                     |
| 326   | Tafalla - Mendigorría              |
| 327   | Tafalla - Miranda de Arga          |
| 328   | Urbano de Tafalla                  |
| 329   | Tafalla - Echagüe                  |
| 330   | Tafalla - Olleta                   |
| 331   | Tafalla - Uzquita                  |
| 332   | Tafalla - Amatriain                |
| 333   | Tafalla - Ujué                     |
| 334   | Puente la Reina - Campanas         |
| 335   | Larraga - Lerín                    |

#### NAV-003
| Línea | Recorrido                    |
| ----- | ---------------------------- |
| 350   | Pamplona - Tudela - Zaragoza |
| 351   | Tudela - Tarazona            |
| 352   | Tudela - Fitero              |
| 353   | Tudela - Cortes              |
| 354   | Tudela - Villafranca         |
| 355   | Tudela - Milagro             |

### Concesiones en Andalucía (VJA)
Las concesiones que otorga la Junta de Andalucía reciben la nomenclatura VJA indicando Viajeros Junta de Andalucía. La empresa opera actualmente 5 concesiones, operadas por la filial de Interbus, llamada Damas.
| Línea   | Recorrido                                        |
| ------- | ------------------------------------------------ |
| VJA-005 | El Ronquillo - Sevilla                           |
| VJA-017 | Sevilla - Rosal - Real de Jara - Zalamea La Real |
| VJA-053 | Albaida - Sevilla                                |
| VJA-083 | Sevilla - Camas                                  |
| VJA-185 | Sanlúcar La Mayor - Gines - Sevilla con hijuelas |